# توسعه‌دهندگان ایکس‌دی‌ای
توسعه‌دهندگان ایکس‌دی‌ای (به اختصار به صورت XDA ونیز به صورت xda-developers نیز مرسوم است) یک جامعهٔ توسعهٔ نرم‌افزارهای موبایل است با بیش از ۶٫۶ میلیون عضو در سراسر جهان، که در تاریخ ۲۰ دسامبر ۲۰۰۲ آغاز به‌کار کرد. اگرچه بحث اصلی مجموعه، پیرامون اندروید است، اعضاء همچنین در مورد بسیاری از سیستم‌عامل‌های دیگر و موضوعات توسعهٔ تلفن همراه بحث می‌کنند.